# مارثا كوب
مارثا كوب (بالإنجليزية: Martha Cope)‏ هي ممثلة بريطانية، ولدت في 1970 في أكسفورد في المملكة المتحدة.

## وصلات خارجية
- مارثا كوب على موقع IMDb (الإنجليزية)
- مارثا كوب على موقع قاعدة بيانات الفيلم (الإنجليزية)